# Juanita Parra
Juanita Parra Correa (Santiago de Chile, 19 de noviembre de 1970) es una música chilena. Se ha desempeñado como baterista y percusionista del grupo Los Jaivas. Aunque ella declaró que siempre quiso ser abogada. 

## Infancia
Juanita es hija de Gabriel Parra, el baterista de la formación original de la banda Los Jaivas, fallecido en 1988. Por lo tanto, su familia se relaciona con los hermanos Parra de Viña del Mar, que no debe confundirse con el clan Parra, de donde provienen Violeta, Nicanor, Roberto, Eduardo, entre otros. Con Los Jaivas vivía en comunidad y rodeada de un ambiente de alta creatividad musical, de conciertos y giras alrededor del mundo. El 29 de septiembre de 1973, poco antes de cumplir los tres años, debe partir a Argentina junto con sus padres y el resto del grupo tras el Golpe Militar, perpetrado por el dictador Augusto Pinochet, para comenzar la vida en comunidad. Posteriormente, el 11 de marzo de 1977 se embarca junto al grupo en el transatlántico Eugenio C, que los lleva a Barcelona. Sólo en 1982 regresa a Chile, de vacaciones con su madre.

## Los Jaivas

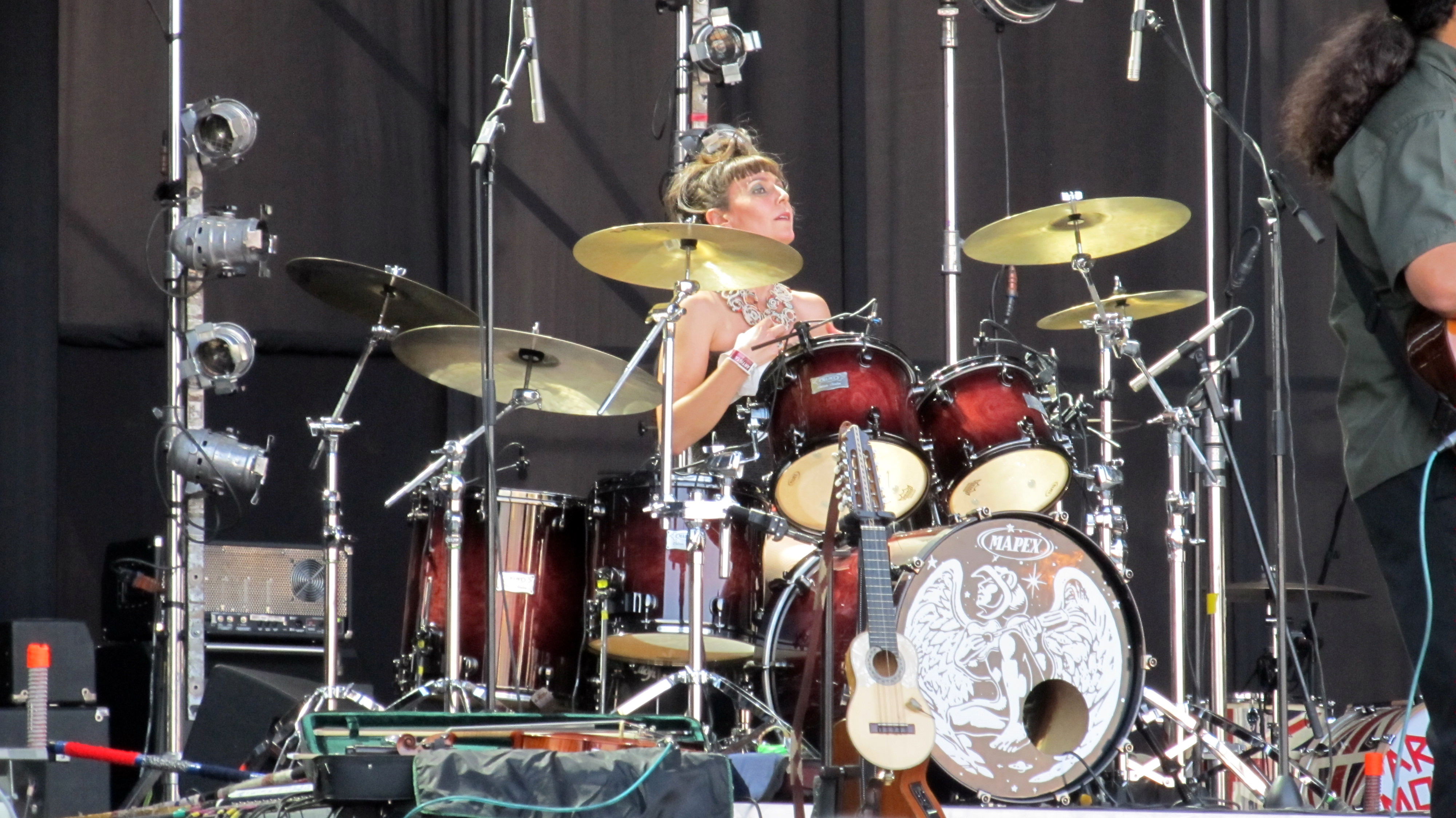
Juanita Parra, junto a Los Jaivas, en el Lollapalooza Chile 2012.

Juanita trabaja con el grupo desde 1987, aunque sólo desde 1991 es su baterista oficial. Antes había trabajado como parte del equipo técnico de Los Jaivas como encargada de la iluminación, gracias a unos cursos de electricidad que había realizado en Europa. Esta misma labor la trae a Chile y varios otros países de Latinoamérica en 1988,   por lo que se encuentra en Chile el fatídico 15 de abril en que su padre muere en un accidente de tránsito en las cercanías de Lima, Perú. La relación con su padre era estrecha y fundamental para su vida, por lo que su muerte significa un gran cambio, que se traduce primariamente en dejar de estudiar la carrera de música, en la que llevaba ya dos años en París.
Después de la muerte de su padre, el grupo siente que ella es el reemplazo natural. En ese momento, ella declina la petición; sin embargo, la reconsidera durante la gira de 1990 de la banda por Chile, durante la cual ejecuta el complejo tema «Corre que te pillo», que incluye un prolongado solo de batería. Después de esta experiencia, Juanita se somete a intensas sesiones de ensayo, preparación y afiatamiento, durante las cuales revisa actuaciones, grabaciones y videos para lograr asimilar de la mejor forma el estilo de su padre, imprimiéndole un sello propio. 
Su debut como reemplazante e integrante del grupo se produce en el disco Hijos de la Tierra, de 1995, y en la posterior gira de presentación por Chile. En esta gira se observa a una Juanita Parra que logra consolidarse como una de las figuras centrales de la banda, con especial atractivo y carisma para la juventud que se acercaba al sonido de Los Jaivas, y rescatando el sonido tradicional del grupo, pero incorporando un estilo personal e inconfundible. Su afición por la lectura y los espectáculos la ha llevado a mantener contactos constantes con otros participantes de la escena musical, en lo que se ha convertido un poderoso nexo de cercanía entre Los Jaivas y su público.
Ha participado en todos los discos que Los Jaivas han editado a partir de entonces.

## Otros proyectos
Juanita además se ha hecho presente en proyectos paralelos, como Huaika, el grupo de los hijos de Gato Alquinta, Eloy y Ankatu, además de su actual compañero de banda Francisco Bosco; y Luna Fa. Su debut como vocalista se produjo en el disco tributo a Violeta Parra, producido por Álvaro Henríquez, Después de vivir un siglo, editado en 2001, en donde interpreta «Adiós que se va Segundo», acompañada por sus compañeros de grupo Gato Alquinta y Mario Mutis, además del mismo Henríquez. 
Su último proyecto paralelo es el trío de rock Besos Con Lengua, en el que comparte escena con Chemene Cubillos, ex-La Dolce Vita y Colombina Parra, cantante del grupo Los Ex. Su debut se produjo en un concierto en la Sala SCD de Santiago en enero de 2006.
El 21 de noviembre de 2024 Juanita recibió el título de abogado honorífico por parte de la universidad de Chile en una ceremonia que concreta lo que fue el sueño de ella, el cual había sido truncado por su carrera en los jaivas, hoy en día ella ejerce como abogado part time y músico en la ciudad de Santiago, Chile. 

## Instrumentos utilizados
- Batería:
  - Gretsch USA Custom Special Order 2013
- Otros instrumentos:
  - Ha tocado pandereta, Jam Block, kultrum, bombo legüero, caja, maracas, tamborileo, capachos y tormento. Además ha contribuido con coros y palmas.